# Helmut Lent

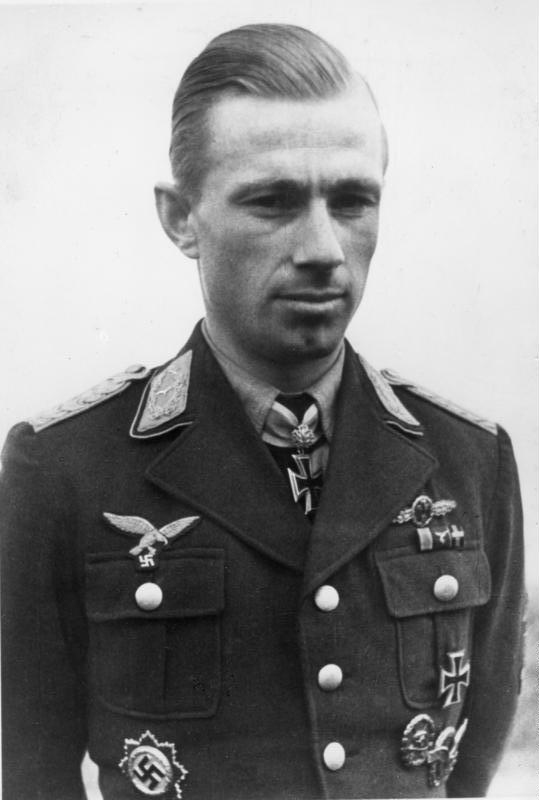
Helmut Lent im März 1943 mit Ritterkreuz, NS-Propagandafoto von Walter Doelfs (Propagandakompanie der Luftwaffe)

Helmut Lent (* 13. Juni 1918 in Pyrehne, Kreis Landsberg/Warthe; † 7. Oktober 1944 in Paderborn), zuletzt Kommodore des Nachtjagdgeschwaders 3, war ein Nachtjägerpilot der deutschen Luftwaffe im Zweiten Weltkrieg.

## Leben
Seriöse wissenschaftliche Literatur zu Lent liegt nach einem Gutachten des Militärgeschichtlichen Forschungsamtes nicht vor. Die folgenden Informationen zum Leben entstammen zu einem wesentlichen Teil den Recherchen des Kommunalpolitikers Michael Quelle von der Partei Die Linke, der sich seinerzeit für die Umbenennung der damaligen Helmut-Lent-Kaserne einsetzte (siehe unten).

### Kindheit und Jugend
Helmut Lent war das fünfte Kind von Johannes Lent, einem evangelischen Pastor, und dessen Ehefrau Marie Elisabeth geborene Braune. Lent hatte zwei ältere Brüder, Werner und Joachim, und zwei ältere Schwestern, Käthe und Ursula. Seine Familie war sehr religiös, beide Brüder und auch seine Großväter waren Pastoren.
Von Ostern 1924 bis Ostern 1928 besuchte Helmut Lent die örtliche Grundschule in Pyrehne. Sein Vater und seine älteren Brüder gaben ihm Nachhilfe als Vorbereitung auf die Zulassungsprüfung für das Gymnasium in Landsberg.
Lent trat in das Jungvolk ein, die Kinder- und Jugendorganisation der Hitlerjugend. Auch nach Erreichen der Altersgrenze blieb er in dieser Organisation und stieg in der Hierarchie auf. Von März 1933 bis April 1935 war er Jungzugführer (30–45 Kinder und Jugendliche). Vom April bis November 1935 war er Fähnleinführer (Anführer von 120 bis 180 Kindern und Jugendlichen), bis er das Jungvolk verließ.

### Militärische Vorkriegskarriere
Lent begann am 17. August 1936 seine Fliegerausbildung in der Luftkriegsschule Berlin - Gatow. Während dieser, die auch eine Ausbildung an Kraftfahrzeugen und Motorrädern einschloss, erlitt er zwei schwere Unfälle. Ein komplizierter Oberschenkelbruch im Jahr 1937 erzwang eine fünfmonatige Unterbrechung der Flugtätigkeit; trotzdem wurde er nach bestandenem Examen am 1. April 1937 zum Fähnrich ernannt. Am 1. Februar zum Oberfähnrich und einen Monat später zum Leutnant befördert, begann Lent im März 1938 eine Zusatzausbildung als Bombenschütze. Noch vor deren Ende wurde Lent erneut in einen schweren Verkehrsunfall verwickelt, als er als Fußgänger von einem Auto erfasst wurde und ein Schädel-Hirn Trauma und einen Unterkieferbruch erlitt. Erst am 19. Juli 1938 konnte Lent wieder am Flugbetrieb teilnehmen. Zu diesem Zeitpunkt war er dem Jagdgeschwader 132 „Richthofen“ zugeteilt worden. Im Zusammenhang mit der sogenannten Sudetenkrise flog Lents Einheit Patrouillen im Grenzgebiet zur damaligen Tschechoslowakei. Im Mai 1939 wurde Lent dem Zerstörergeschwader 76 zugeteilt und auf Messerschmitt Bf 110 umgeschult.

### Kriegseinsatz
Zum Zeitpunkt des Überfalls auf Polen war Lents Einheit in Ohlau bei Breslau stationiert und beteiligte sich an den Kampfhandlungen; am 2. September erzielte Lent seinen ersten Luftsieg. Nachdem seine Einheit nach Jever verlegt worden war, gelang ihm im Luftgefecht über der Deutschen Bucht am 18. Dezember 1939 der Abschuss zweier britischer Bomber vom Typ Vickers Wellington. Im Norwegenfeldzug 1940 war er wesentlich an der Eroberung des Osloer Flughafens Fornebu beteiligt und schoss weitere vier Maschinen ab, womit er seine Abschussbilanz auf insgesamt sieben erhöhte. Schon nach seinen Abschüssen über der Deutschen Bucht wurde Lent in der NS-Propaganda als Kriegsheld stilisiert. Seine Erfolge wurden in der Wochenschau präsentiert.

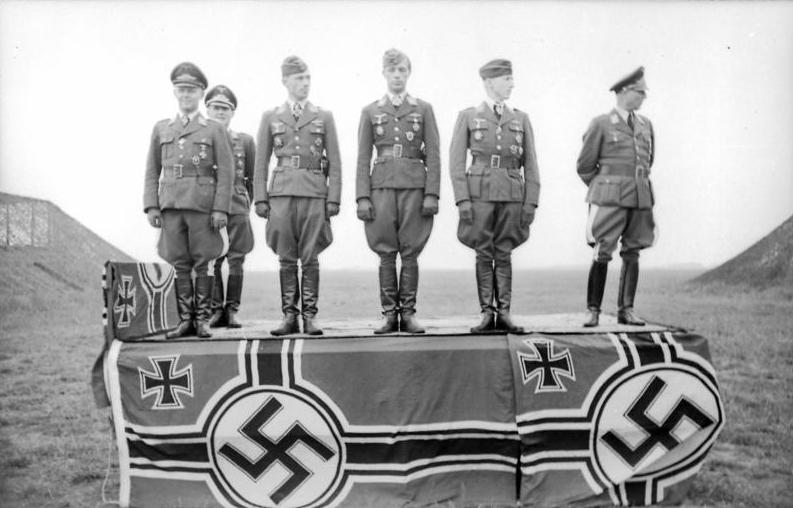
Helmut Lent, 1942 (3. v. links), NS-Propagandafoto von Walter Doelfs (Propagandakompanie der Luftwaffe)

Anfang September 1940 begann Lent auf Nachtjagd umzuschulen und entwickelte sich hierin zu einem Experten.
Am 30. August 1941 wurde Lent nach acht Tag- und 13 Nachtabschüssen das Ritterkreuz des Eisernen Kreuzes verliehen, am 8. Juni 1942 nach 41 Abschüssen als 98. Soldaten der Wehrmacht das Eichenlaub zum Ritterkreuz. Am 4. August 1943 erhielt der inzwischen zum Major beförderte Lent die Schwerter zum Ritterkreuz mit Eichenlaub. Nach seinem 100. Nachtabschuss erhielt er am 31. Juli 1944 als erster Nachtjäger der Luftwaffe das Ritterkreuz mit Eichenlaub, Schwertern und Brillanten. Insgesamt verbuchte Lent 110 Abschüsse, davon 102 bei der Nachtjagd. Damit ist er nach Heinz-Wolfgang Schnaufer der zweiterfolgreichste Nachtjäger aller Zeiten.

### Persönliches
Helmut Lent heiratete am 10. September 1941 die vier Jahre ältere gebürtige Russin Helene („Lena“) Senokosnikow. Das Paar bekam zwei Töchter, Christine und Helma-Elisabeth; Letztere wurde am Tag vor Helmut Lents Tod geboren.

### Tod
Am 5. Oktober 1944 startete Lent mit einer Junkers Ju 88 in Stade, um sich auf dem Flughafen Paderborn mit dem Kommodore des Nachtjagdgeschwaders 1, Hans-Joachim Jabs, zu einer Besprechung zu treffen. Mit an Bord waren der Funker Walter Kubisch, der Kriegsberichterstatter Werner Kark in der Funktion eines Bordschützen und Hermann Klöss als zweiter Funker. Beim Landeanflug fiel der Backbordmotor aus, und es gelang Lent nicht mehr, das Flugzeug rechtzeitig abzufangen, so dass es mit einer Hochspannungsleitung kollidierte und abstürzte. Kubisch und Klöss starben noch am selben Tag, Kark am nächsten Morgen und Lent zwei Tage nach dem Unfall.

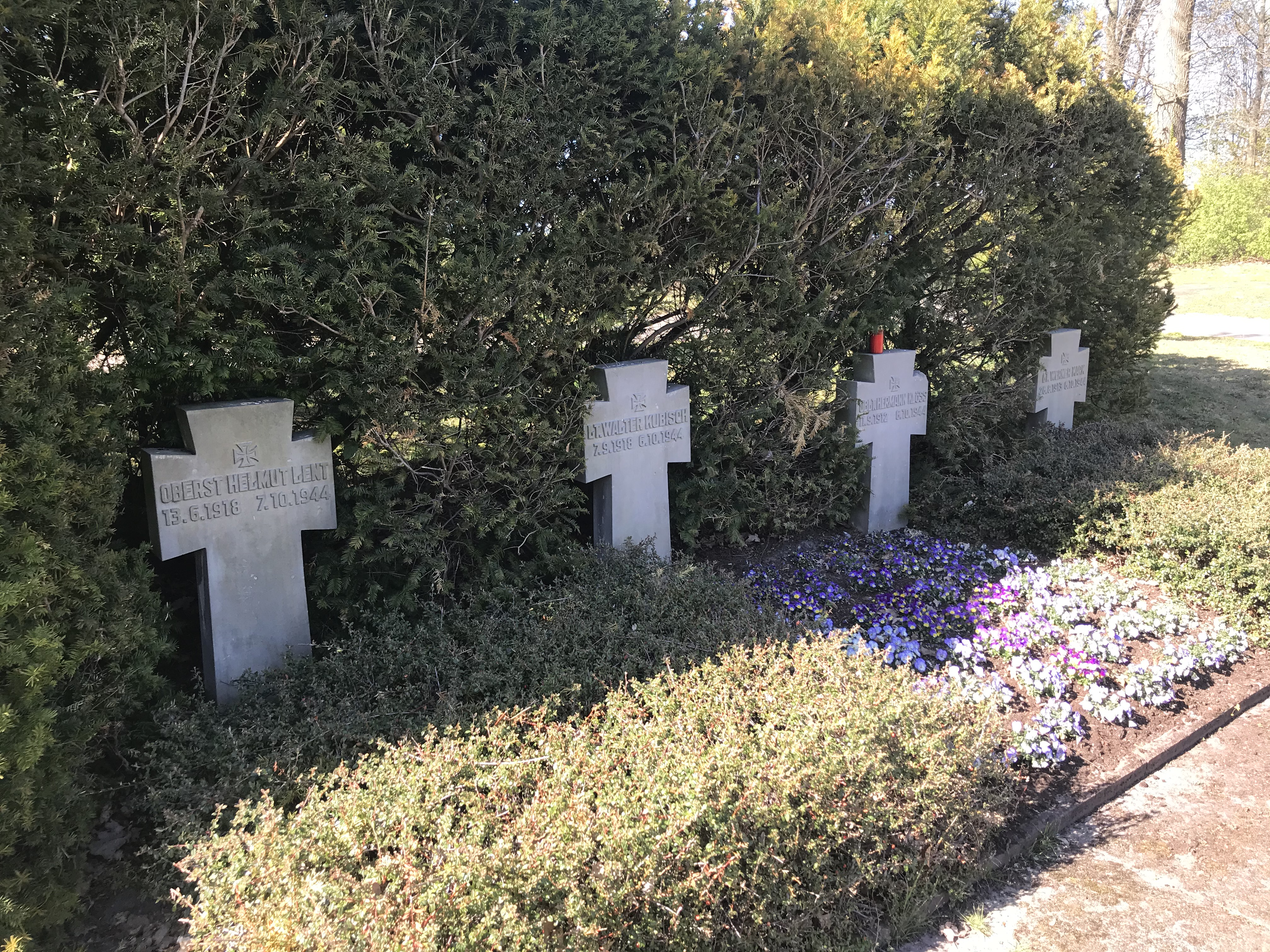
Grab auf dem Garnisonsfriedhof in Stade

Beim Staatsakt in der Reichskanzlei am 11. Oktober 1944 hielt Hermann Göring die Totenrede. Tags darauf wurden Lent und seine Besatzung unter großer Anteilnahme der Bevölkerung auf dem Garnisonsfriedhof in Stade beigesetzt. Lent wurde postum zum Oberst befördert.
In einer Todesanzeige in der Deutschen Allgemeinen Zeitung vom 24. November 1944 fehlte die übliche Formulierung „Führer, Volk und Vaterland“ und enthielt stattdessen ein Bekenntnis zum Christentum. Nach Angaben der Familie leitete die Gestapo daraufhin Ermittlungen gegen seine Ehefrau, seinen Vater und den verantwortlichen Redakteur ein. Allerdings konnte die Familie nachweisen, dass Helmut Lent die Anzeige vorsorglich vorformuliert und sich jegliche Bezugnahme auf den Nationalsozialismus verbeten hatte; daraufhin wurden die Ermittlungen eingestellt. Der Text lautete:

„Im festen Glauben an Jesus Christus hat der Brilliantenträger Oberstleutnant Helmut Lent sein junges Leben im Einsatz für sein Vaterland vollendet. Jer[emia] 31,3.
Lena Lent geb. Senokosikow,
Johannes Lent, Pfarrer,
Marie Lent, geb. Braune,
Stade/Pyrehne.
Gottes Glaube schenkte mir als letztes Vermächtnis meines lieben Mannes ein gesundes Töchterchen, Helma Elisabeth“

## Grundüberzeugungen
Nicht zuletzt im Zusammenhang mit der Kasernenumbenennung (siehe unten) gab es in der Vergangenheit heftige Kontroversen darüber, wie Lent zum Nationalsozialismus stand. Hierzu wurden unter anderem verschiedene Gutachten in Auftrag gegeben. Im Ergebnis ist zusammenfassend festzuhalten: Zweifelsohne entsprach Lent in hohem Maße dem (vom NS-Regime gewünschten) Typus des hochpatriotischen, opferwilligen Soldaten, der auch von seinen Untergebenen eine solche Einstellung verlangte, andererseits gibt es keinerlei Hinweis darauf, dass Lent die eigentliche Basis des Nationalsozialismus, die Rassenideologie, jemals gutgeheißen hat oder gar in entsprechende Handlungen verstrickt war. Umgekehrt ist aber auch explizite Systemkritik Lent nicht nachweisbar.

„Ein guter Kommandeur ist wie ein hervorragender Schäferhund, der überall herumspürt, der da, wo schlechtes Gesindel sich herumtreibt, zubeißt, der seine Schafherde zusammenhält, der den Wolf oder das Raubtier, das in die Herde einfallen will – angreift und vernichtet. [...] Er muß mit seiner Härte sparen. Zunächst muß er versuchen, väterlich fürsorglich zu ermahnen und anzuspornen und die Peitsche muß das letzte Mittel sein. [...] Feiglinge müssen erbarmungslos ausgerottet werden.“

Von seinem Vorgesetzten Hauptmann Ehle wurde ihm am 28. Oktober 1941 (im Zusammenhang mit seiner Ernennung zum Gruppenkommandeur) bescheinigt, er stehe „fest auf dem Boden der nationalsozialistischen Grundanschauung“ (wobei freilich nicht ausgeschlossen werden kann, dass es sich um eine für die Beförderung obligate Gefälligkeitsformulierung handelte). Hingegen bezeichnete der bekannte Jagdflieger und spätere Bundeswehrgeneral Günther Rall Lent im Jahr 2009 als „erklärten Antinazi“. Eindeutig belegt ist Lents klares Bekenntnis zum Christentum, das er mit den militärischen Tugenden Im Einklang sah.

„Gerade Soldatentum und Christentum haben so vieles gemeinsam, was nur der ermessen kann, der beides zu sein bemüht ist: Beide, der Soldat und der Christ, müssen ganze Kerle sein. Der eine schaut dauernd dem Tod, der andere dem Teufel in die Augen. Der Soldat kann nur vermöge seiner christlichen Einstellung wahrhaft menschlich Großes vollbringen, der Christ aber, wenn er eine gewisse soldatische Haltung besitzt.“

## Auszeichnungen
- Eisernes Kreuz (1939) II. und I. Klasse
- Ritterkreuz des Eisernen Kreuzes mit Eichenlaub, Schwertern und Brillanten[16]
  - Ritterkreuz am 30. August 1941
  - Eichenlaub am 6. Juni 1942 (98. Verleihung)
  - Schwerter am 2. August 1943 (32. Verleihung)
  - Brillanten am 31. Juli 1944 (15. Verleihung)
- Deutsches Kreuz in Gold am 9. April 1942[16]
- Verwundetenabzeichen (1939) in Silber
- Flugzeugführerabzeichen
- Frontflugspange für Nachtjäger mit Anhänger 250
- Narvikschild

## Helmut Lent als Namensgeber
Nach Lent wurde 1964 in Rotenburg (Wümme) eine Kaserne der Bundeswehr benannt. Josef Kammhuber, ehemaliger Vorgesetzter und nun Inspekteur der Luftwaffe, soll die treibende Kraft hinter der Benennung gewesen sein.
Am 2. Februar 2006 teilte der Standortälteste von Fürstenfeldbruck, Generalmajor Thomas Gericke, mit, dass die Straßen auf dem Fliegerhorst Fürstenfeldbruck durch den einheitlichen Namen „Straße der Luftwaffe“ neu benannt wurden. Damit änderte sich auch der Name der bisherigen „Lentstraße“.
Ein Gutachten des MGFA ergab, dass die Benennung zwar im Einklang mit dem Traditionserlass von 1965 stand, aber dem aktuell gültigen Erlass aus dem Jahr 1982 nicht mehr entspreche. Daraufhin erging ein Auftrag an die Standortverwaltung zu prüfen, ob der bisherige Name sinnstiftend sei, und anderenfalls eine Umbenennung vorzunehmen.
Ein neueres und umfangreicheres Gutachten des Zentrums für Militärgeschichte und Sozialwissenschaften der Bundeswehr stellte fest, dass Lent sich zwar angepasst verhielt und auch keinen aktiven Widerstand gegen das NS-Regime leistete, aber sehr wahrscheinlich kein Anhänger der nationalsozialistischen Ideologie war, sondern sich vielmehr Hinweise auf eine gewisse Distanz ergeben. Der Gutachter führt diese Distanz auf die starke Prägung durch sein christlich-protestantisches Elternhaus zurück. Auch seine Heirat mit einer gebürtigen Russin, für die trotz einem vorhandenen „Ariernachweis“ noch weitere genealogische Nachforschungen angestellt wurden, wurde in diesem Zusammenhang thematisiert. Seine beiden Brüder waren als Pfarrer in der Bekennenden Kirche tätig und wurden durch die Gestapo bedrängt, woraufhin Lent seine Popularität zu Gunsten seiner Brüder einsetzte. Eine Rolle spielte auch der oben angeführte, in den Augen des damaligen Regimes anrüchige, Text der Todesanzeige.
Der Rat der Stadt Rotenburg nahm eine Vorlage des Bürgermeisters Andreas Weber (SPD) an, die Kaserne um Beibehaltung des Namens zu bitten. Die örtliche Diskussion um die Lent-Kaserne wurde überregional und parteienübergreifend aufgegriffen.
Im Mai 2017 erfolgte eine Diskussion der Soldaten und zivilen Mitarbeiter mit einer anschließenden Abstimmung. Das Ergebnis des Votums war der Wunsch, den Namen beizubehalten. Verteidigungsministerin Ursula von der Leyen wollte jedoch grundsätzlich Kasernen umbenennen, die nach Offizieren der Wehrmacht benannt waren. Am 2. April 2018 verkündete der Kasernenälteste Oberstleutnant York Buchholtz die nunmehr beschlossene Umbenennung. Seit dem 8. Juni 2020 trägt sie den Namen Von-Düring-Kaserne.